# Фульївець
Фульївець — струмок (річка) в Україні у Міжгірському районі Закарпатської області. Ліва притока річки Озерянки (басейн Дунаю).

## Опис
Довжина струмка приблизно 4,63 км, найкоротша відстань між витоком і гирлом — 3,24  км, коефіцієнт звивистості річки — 1,43 . Формується багатьма гірськими струмками.

## Розташування
Бере початок на північно-східній схилах гори Канч (1578,5 м). Тече переважно на південний схід хвойним лісом і на північно-східній околиці присілку села Синевир впадає у річку Озерянку, ліву притоку річки Тереблі.